# Shahrestān di Asadabad
Lo shahrestān di Asadabad (in farsi شهرستان اسدآباد) è uno dei 9 shahrestān della provincia di Hamadan, in Iran. Il capoluogo è Asadabad.